# Serdar Kurtuluş
Serdar Kurtuluş (ur. 23 lipca 1987 w Bursie) – turecki piłkarz występujący na pozycji obrońcy lub pomocnika. Zawodnik Bursasporu. Jego młodszy brat Serkan gra w Galatasaray SK.

## Kariera klubowa
Serdar zawodową karierę rozpoczynał w sezonie 2004/2005 w drugoligowym klubie Bursaspor. W debiutanckim sezonie w lidze zagrał 19 razy i strzelił jednego gola. W sezonie 2005/2006 rozegrał 14 ligowych spotkań i zdobył jedną bramkę. W tamtym sezonie wywalczył z klubem również awans do ekstraklasy.
Przed sezonem 2006/2007 w zamian za milion dolarów, a także Sinana Kaloğlu i Esera Yağmura, Serdar przeszedł do Beşiktaşu JK. W ekstraklasie zadebiutował 10 września 2006 w przegranym 2:3 meczu z Trabzonsporem. W od czasu debiutu był tam podstawowym graczem. W pierwszym sezonie w barwach Beşiktaşu wystąpił w lidze 29 razy. W tamtym sezonie zdobył z klubem Puchar Turcji. W sezonie 2007/2008 wskutek kontuzji przez sześć miesięcy był wyłączony z gry w klubie. W Superlidze zagrał wówczas 13 razy. W sezonie 2008/2009 zdobył z klubem mistrzostwo Turcji oraz Puchar Turcji.
Latem 2009 Kurtuluş odszedł do Gaziantepsporu. Następnie grał w Beşiktaşie, a w 2016 roku wrócił do Bursasporu.

## Kariera reprezentacyjna
Serdar jest byłym młodzieżowym reprezentantem Turcji. W kadrze seniorskiej zadebiutował 5 czerwca 2007 w towarzyskim meczu z Brazylią.